# Wiki Loves Earth
Wiki Loves Earth je výzva na internetové encyklopedii Wikipedii, jejíž podstatou je přidávání fotografií přírody a krajiny. Fotografie, které účastníci pořídí, jsou poté nahrány na úložiště Wikimedia Commons.
Poprvé se výzva konala v roce 2013 na Ukrajině. V roce 2014 se pak výzva stala mezinárodní akcí. V roce 2019 bylo do výzvy zapojeno 37 zemí. Obvykle se soutěž koná od května do července daného roku, termín konání se však liší v závislosti na dané zemi, která je do výzvy zapojena. V České republice se první ročník soutěže konal v roce 2023.

## Galerie

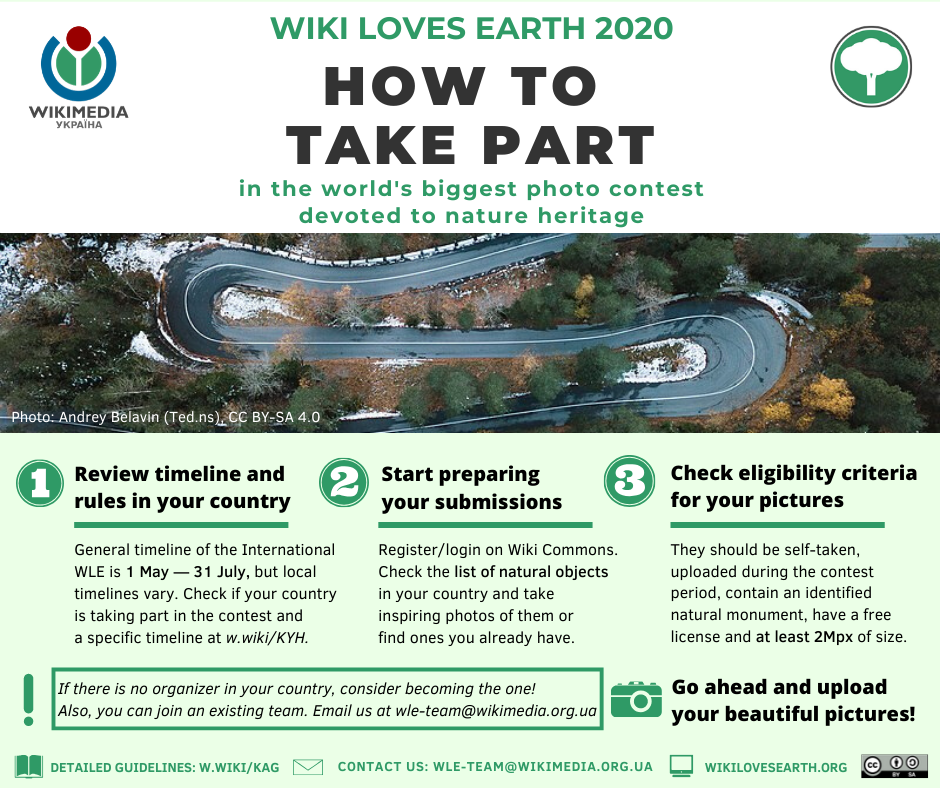
Leták soutěže pro rok 2020 v angličtině
Logo soutěže v Rakousku
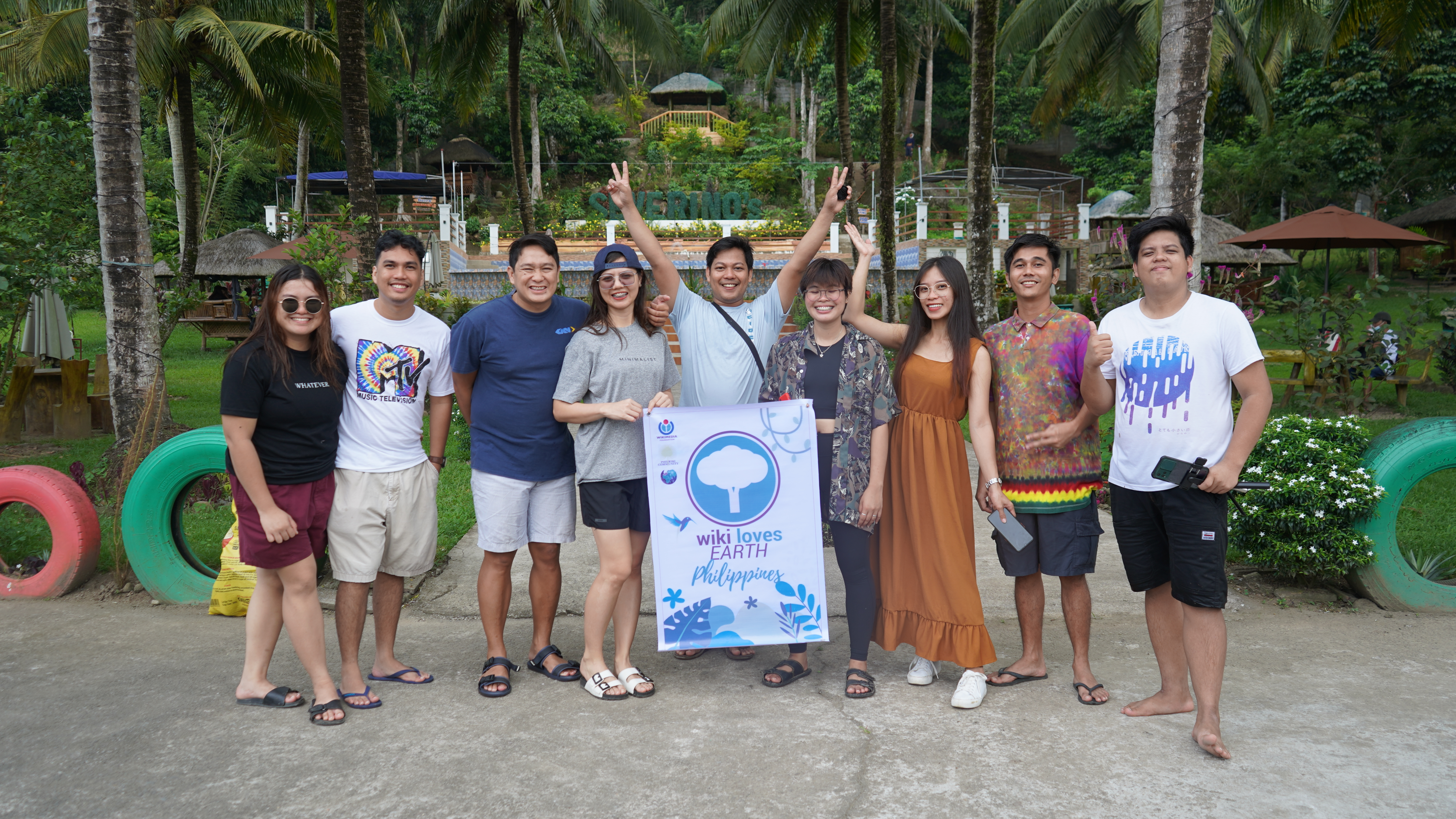
Účastníci soutěže na Filipínách
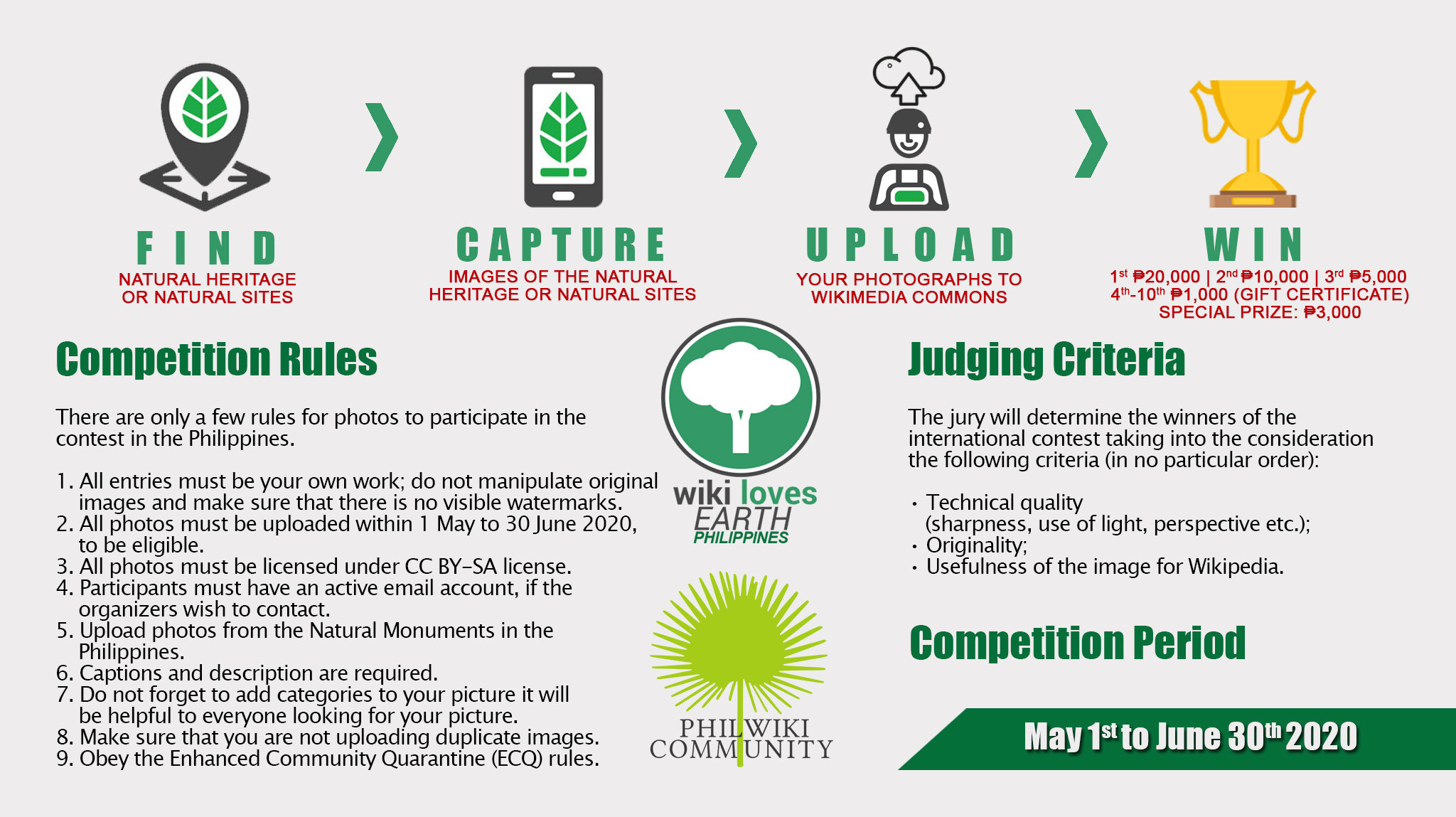
Leták soutěže na Filipínách